# Hrabstwo Dundas
Hrabstwo Dundas (Shire of Dundas) - jednostka samorządu lokalnego w południowej części stanu Australia Zachodnia. Zajmuje powierzchnię 93 179 km², ale jest zamieszkiwane przez zaledwie 1068 osób (2006). Ośrodkiem administracyjnym hrabstwa jest miasteczko Norseman. Inne większe skupiska ludzkie to Balladonia, Caiguna, Cocklebiddy, Madura, Mundrabilla i Eucla.
Pierwszy samorząd lokalny na tym terenie powstał w 1895 jako Zarząd Dróg Dunbas. W 1918 jego nazwa została zmieniona na Norseman, ale w 1929 powrócono do nazwy Dunbas. W 1961 obszar uzyskał status hrabstwa.